# Joan Puntí i Collell
Joan Puntí i Collell (Manlleu, Osona, 1886 — Barcelona, 1962) fou un eclesiàstic i escriptor.
Va fer classes de català al Col·legi del Carme de Manlleu i va fer d'organista a l'Església de Santa Maria.
Escriví rondalles, obres festives, moralitzants i d'apostolat. Va ser redactor i director de la revista El Record, col·laborador del Manlleu (Primera època), capellà de l'Orfeó Català i creador del butlletí de la Germandat de Sacerdots i Religiosos de Manlleu. Fou també un dels col·laboradors del Foment de Pietat Catalana.
Va participar diverses vegades als Jocs Florals de Barcelona. El 1918 va guanyar la Viola d'or i d'argent, i el 1929 el primer accèssit.

## Obres

### Poesia
- Cofret de versos (1918)
- Faules i moralitats (1930), il·lustrat per Joan García Junceda i Supervia, molt reeditat
- L'esposa virginal (Santa Cecília) (1931)
- Eulària, flor d'ametller (1936)

Poemes presentants als Jocs Florals de Barcelona
- La Oració remerciant de la Germana de la Caritat (1916)
- Albades (1917)
- Missa rasa (1918) (Premi de la Viola d'or i d'argent)
- Cançó de l'anada a Montserrat (1928)
- Novena de la Puríssima (1928)
- A la Verge prefigurada (1929) (1r accèssit a la Viola d'or i d'argent)
- Romanç montserratí (1929)
- Ofertes i guardons (1930)
- Ofrenes (1931)
- Florida eterna (1934)

### Novel·la
- En Pere sense por (1920), reeditada el 1931
- Catarineta Catarinó (1921)
- Maria Teresa Montalvo (1933)

### Assaig
- La renovació de la pietat catalana (1919)
- Manera d'escriure el català (1923)
- Manera de parlar en públic (1935)
- Bon seny. Aforismes, faules i acudits (1954)
- Manual i vocabulari de litúrgia (1958)